# عمارة يعقوبية

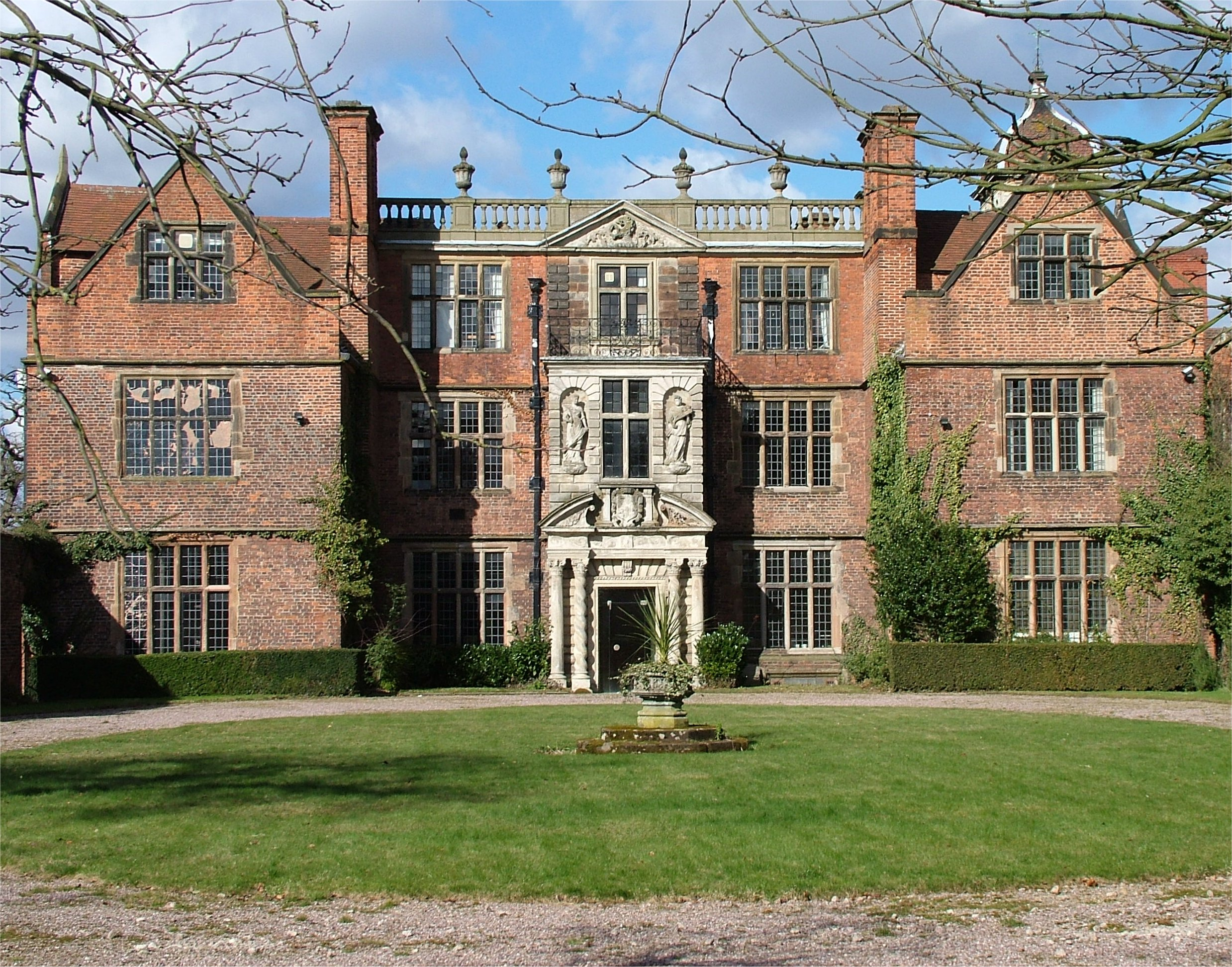
منزل كاسل برومويتش هول في مدينة برمنغهام الإنجليزيّة

يُعد أسلوب العمارة اليعقوبية المرحلة الثانية من عمارة عصر النهضة في إنجلترا، على غرار الأسلوب الإليزابيثي. سُمي هذا الأسلوب تيمنًا بملك إنجلترا جيمس الأول، ويرتبط بفترة حكمه (1603- 1625 في إنجلترا). كان هناك فترة من الانقطاع الأسلوبي في بداية عهد جيمس، واصلت فيها الاتجاهات الإليزابيثية التطور. في جميع الأحوال، جاءت وفاة جيمس في عام 1625 كتغيير حاسم نحو المزيد من العمارة الكلاسيكية مع التأثير الإيطالي الذي كان قيد التقدم بقيادة إنيغو جونز، يُسمى الأسلوب الذي بدأ بعمارة ستيورات في بعض الأحيان الباروك الإنجليزي (على الرغم من اعتبار أن المصطلح الأخير قد بدأ لاحقًا).
واصل رجال الحاشية الملكية بناء منازل الإعجاز الكبيرة، على الرغم من أن جيمس أمضى وقتًا أقل في المباني الصيفية حول مملكته مقارنة بما قضته الملكة إليزابيث الأولى. ازداد تأثير الفلمنكية والنهجية الشمالية الألمانية، وينفذها اليوم الحرفيون والفنانون المهاجرون، بدلًا من الحصول عليها من الكتب مثلما هو الحال في العهد السابق. استمر بناء عدد قليل جدًا من الكنائس الجديدة وعلى الرغم من وجود كثير من التعديلات على الكنائس القديمة، هناك قدر كبير من المباني العلمانية.

## الخصائص

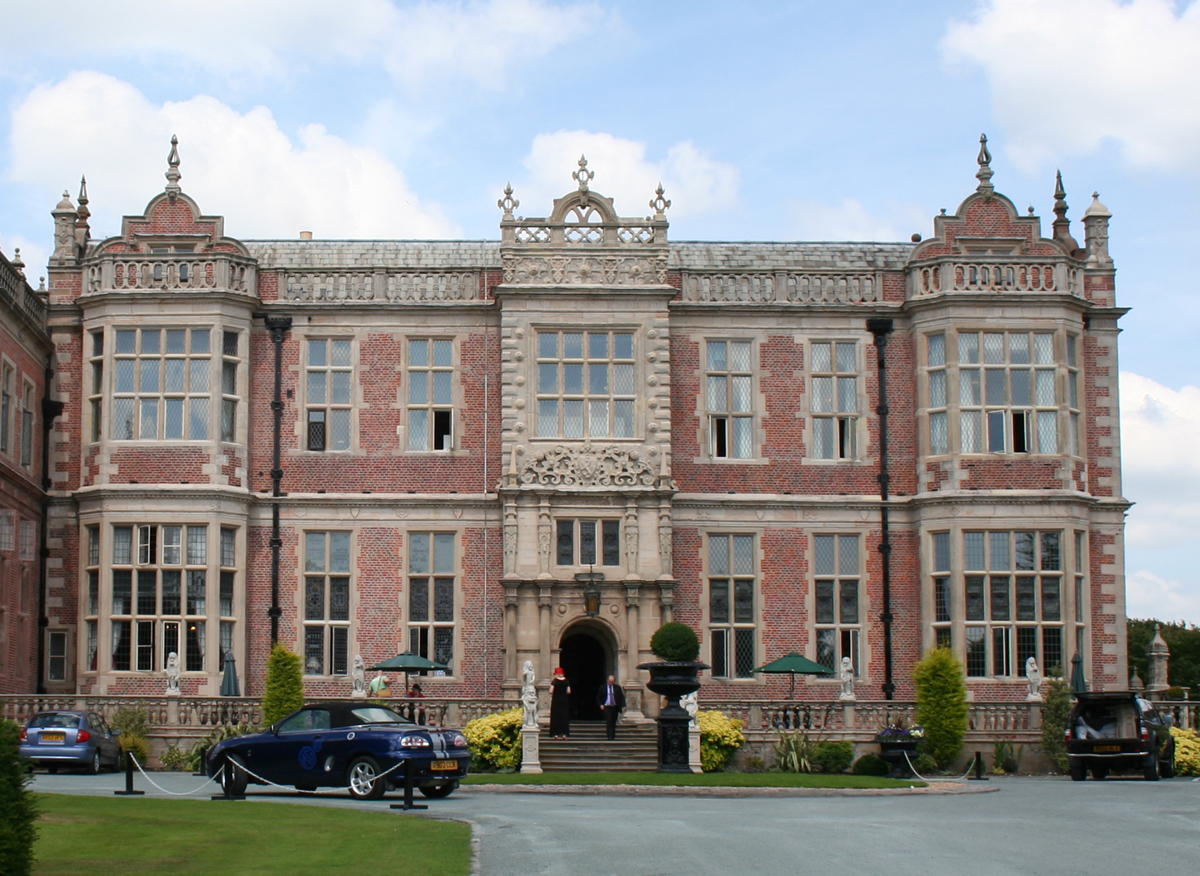
الجناح الشرقي المُشيّد على النمط اليعقوبيّ من منزل كرو هول التاريخيّ الذي يعود تاريخ بناءه إلى الفترة من عام 1615 حتى عام 1636

شهد عهد جيمس السادس من اسكتلندا (أو جيمس الأول من إنجلترا (1603- 1325))، أحد تلاميذ الدراسات الجديدة، أول اعتماد حاسم لأشكال عصر النهضة في شكل حر، وصلت إلى إنجلترا من خلال النحاتين الألمان والفلمنكيين، عوضًا عن وصولها بشكل مباشر من إيطاليا. كان هناك تطبيق أكثر تناسقًا وتوحيدًا للتصميم الرسمي سواء في الارتفاع أو التخطيط، على الرغم من الاحتفاظ بالخطوط العامة للتصميم الإليزابيثي. استُخدم الكثير من الأعمدة والدعامات والأروقة المعمدة ذات الأقواس والأسقف المستوية والدريئة المخرمة. ظهرت هذه العناصر وغيرها من العناصر الكلاسيكية في العمارة العامية الحرة والخيالية بدلًا من أي نقاء كلاسيكي حقيقي. دُمجت هذه العناصر مع نمط الفن الريفي والتفاصيل الزخرفية الحلزونية التي تشبه المخطوطات والأشرطة المميزة والمعينات التي تظهر أيضًا في التصميم الإليزابيثي. أثر هذا الأسلوب على تصميم الأثاث والفنون الزخرفية الأخرى.

## لمحة تاريخية وأمثلة

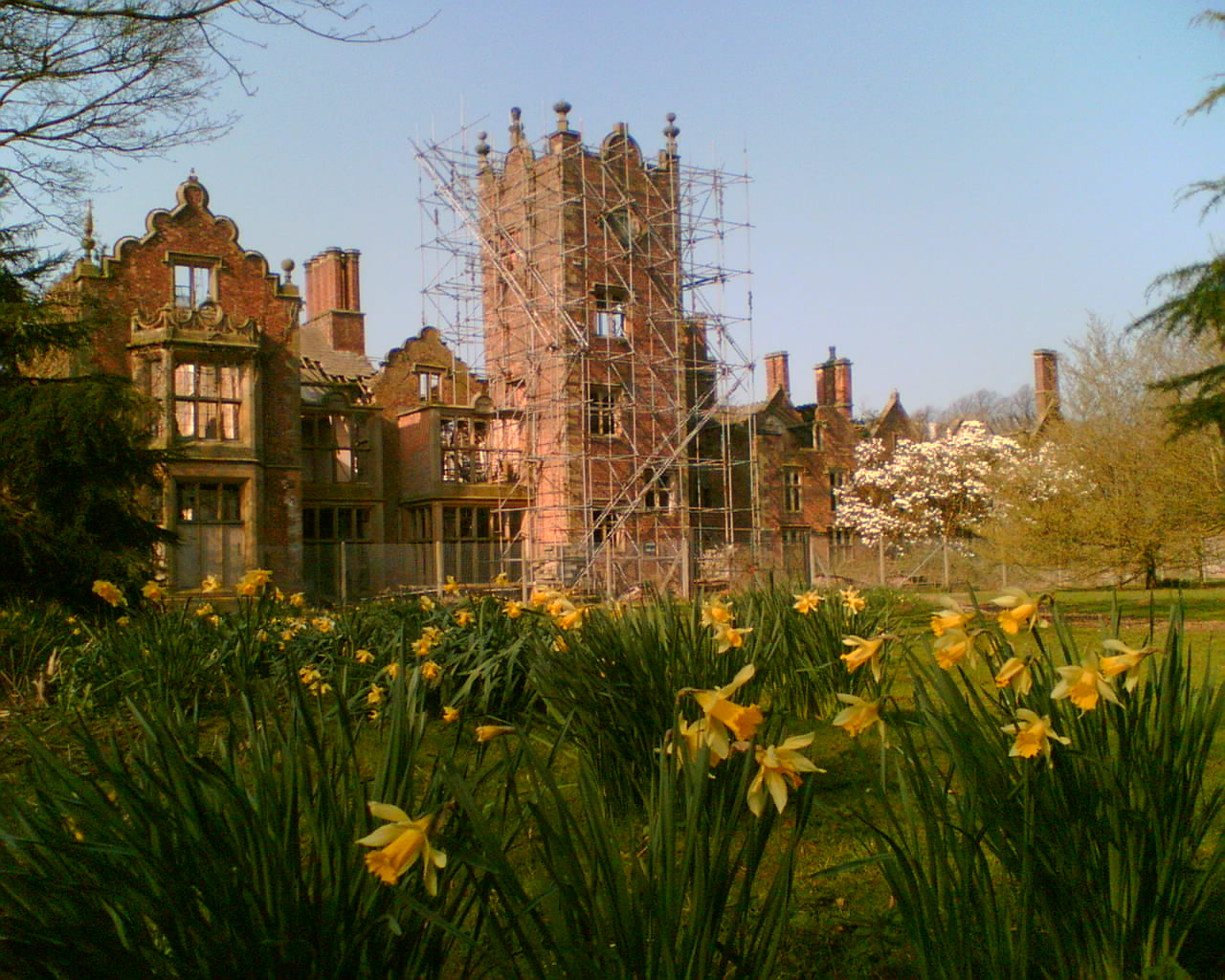
بنك هول، بريثرتون، بُني عام 1608

وجدت نسخ من الأنظمة الكلاسيكية طريقها بالفعل إلى العمارة الإنجليزية في عهد الملكة إليزابيث الأولى، والتي تستند في كثير من الأحيان إلى كتاب جون شوت الأول أسس العمارة الأولى والرئيسية الذي نُشر في عام 1563، مع إصدارين آخرين في كل من عام 1579 وعام 1584. قدم هانس فريدامان ده فريس نسخة من الأنظمة في أنتويرب في عام 1577 قبل ثلاث سنوات من بدء بناء قاعة ولاتون. على الرغم من أن الاسم يستند إلى وصف أنظمة فيتروفيو، إلا أن المؤلف انغمس بحرية ليس فقط في تقديمه لها، ولكن في اقتراحات خاصة به، مما يوضح كيف يجري استخدام الأنظمة في المباني المختلفة. كانت هذه الاقتراحات من النوع الأكثر انحطاطًا، حتى المؤلف نفسه اعتبر أنه من المستحسن نشر رسالة من شريعة الكنيسة، تشير إلى أنه لا يوجد شيء في تصميماته المعمارية يتعارض مع الدين. وبسبب منشورات من هذا النوع تدين العمارة اليعقوبية لانحراف أشكالها وإدخال زخرفة الشريط والتيجان المفرغة التي ظهرت لأول مرة في قاعة ولاتون (1580) وفي برامشيل هاوس في هامبشاير (1607- 1612) وفي هولاند هاوس في كنسينغتون (1624) حيث تظهر هذه الأشكال بشكلها المتطور الأخير.
بنى روبرت سيسيل الحاكم الأول في ساليسبري هاتفيلد هاوس بشكل كامل بين عامي 1607 و1611، وهو مثال على التوسع اللاحق للمنزل المعجزة على الطراز الإليزابيثي، مع أجنحة على طراز تيودور في كل نهاية تتضمن نوافذ مقسومة إلى نصفين، بينما يتصل الجناحان من خلال واجهة من عصر النهضة الإيطالية. نُسبت هذه الواجهة المركزية، التي كانت في الأصل عبارة عن رواق معمد مفتوح، إلى إنيغو جونز نفسه. ومع ذلك، تحمل الشرفة المركزية تركيزًا أثقل على شكل شبه بوابة. يُظهر الدرج المنحوت بشكل متقن تأثير عصر النهضة على الزخرفة الإنجليزية.